# Schloss Bagatelle (Abbeville)

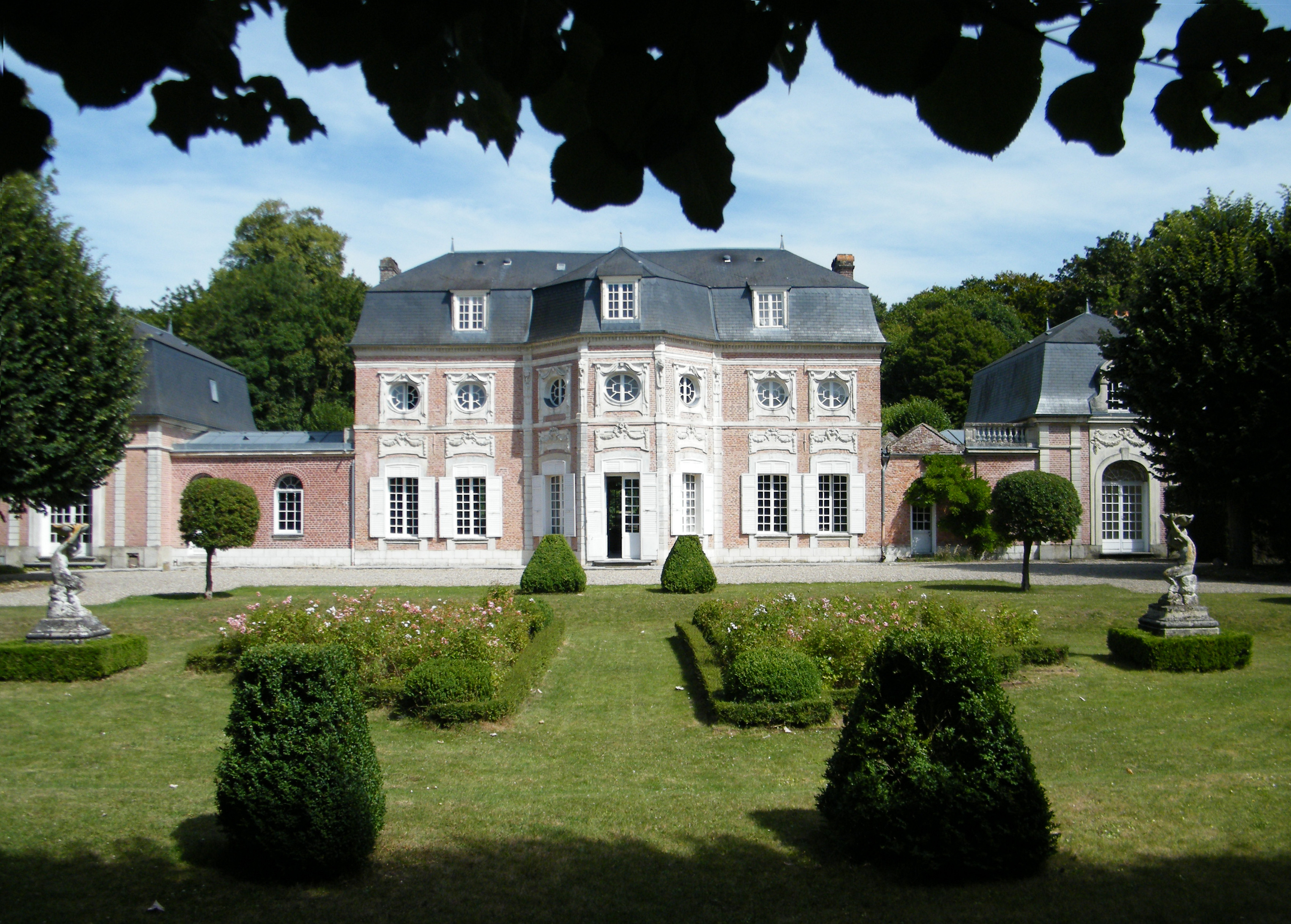
Schloss Bagatelle, Ansicht von Westen

Das Schloss Bagatelle (französisch Château de Bagatelle) ist ein kleines Landschloss im Süden der französischen Stadt Abbeville rund 30 Kilometer nordwestlich von Amiens in der Picardie. Durch einen reichen Tuchfabrikanten im 18. Jahrhundert errichtet, war es derart bekannt, dass ihm der französische Dichter Michel-Jean Sedaine 1770 ein langes Gedicht widmete.
Das Schlossgebäude steht seit dem 18. Mai 1926 als eingeschriebenes Monument historique unter Denkmalschutz. Am 26. November 1946 folgte die Unterschutzstellung des dazugehörigen Barockgartens und des Englischen Landschaftsgartens.

## Geschichte

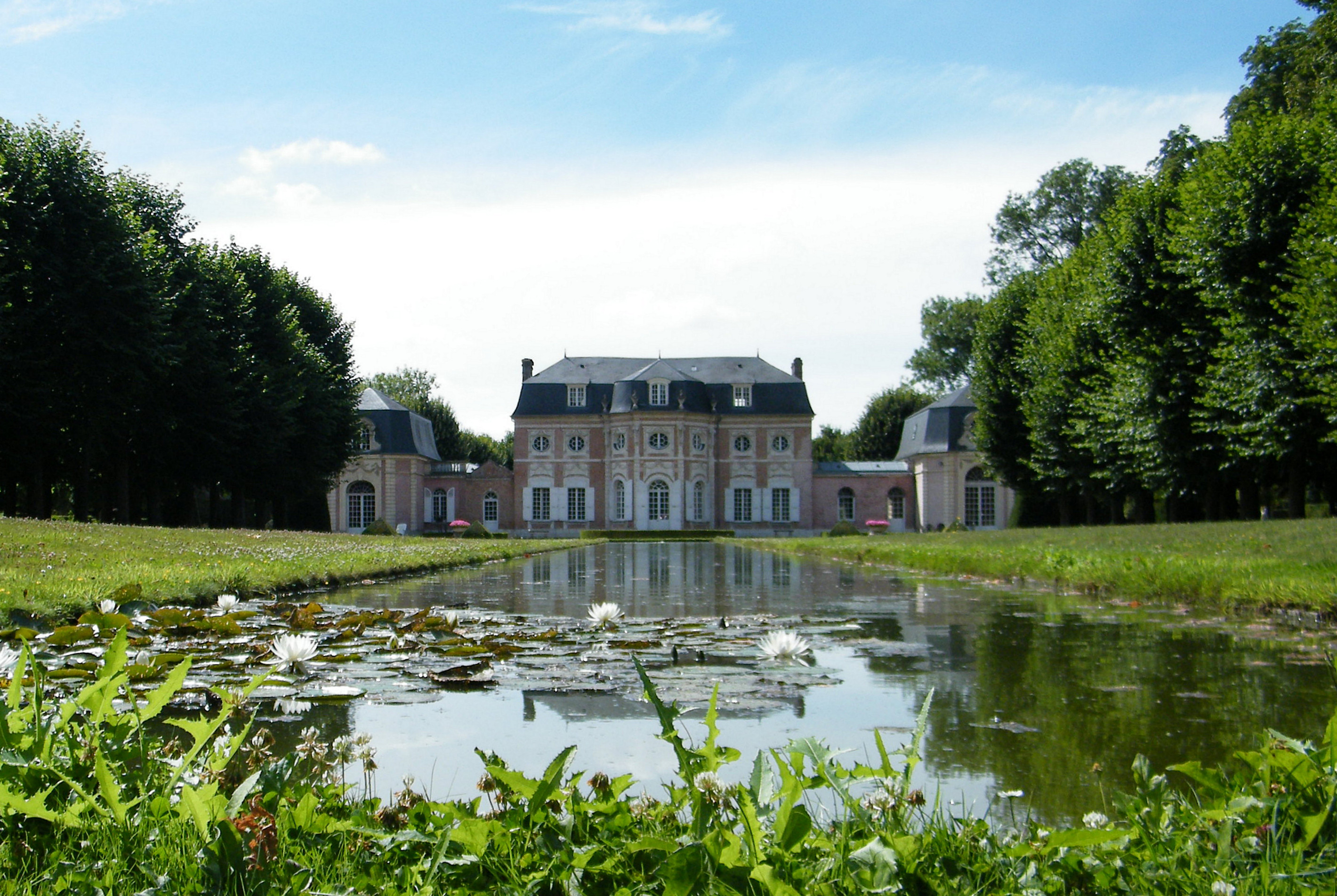
Ansicht vom Schlossgarten

Abraham van Robais, der reiche Besitzer einer Tuchmanufaktur, ließ zwischen 1751 und 1754 im Faubourg Saint-Gilles einen kleinen Pavillonbau errichten, um dort wichtige Geschäftspartner empfangen zu können. Dazu hatte er am 30. August 1751 und am 28. Januar 1753 zwei Grundstücke erworben, denen er am 5. Januar 1754 ein drittes Grundstück hinzufügte, auf dem er einen Gartenpavillon bauen ließ. Damals handelte es sich um ein recht einfaches, eingeschossiges Landhaus mit nur vier Räumen. Abrahams Sohn ließ das Gebäude 1763 um ein Attikageschoss aufstocken, dessen Flachdach als Terrasse genutzt wurde. Diese war von einer mit kleinen Statuen besetzten Balustrade abgeschlossen. Kurz vor Ausbruch der Französischen Revolution wurde sie durch ein Mansarddach ersetzt, um Platz für drei zusätzliche Schlafzimmer zu gewinnen. Die Familie van Robais verließ Frankreich während der Revolutionsjahre, und ihr Schlösschen kam am 26. März 1793 an Pierre-François Rose (auch Roze geschrieben). Anschließend ging es durch mehrere Hände, ehe es der während der Revolutionsjahre emigrierte Gabriel-Auguste Warnier de Wailly am 22. März 1810 erwarb. Sein Enkel, der Komponist Paul de Wailly, ließ zu Beginn des 20. Jahrhunderts dem Schloss zwei niedrige Seitenflügel nach Plänen des Architekten Louis Parent anfügen und den Schlosspark sowie -garten in einfachen Formen wiederherstellen. Paul de Wailly veranstaltete im Schloss Konzerte und musikalische Soireen mit den bekanntesten Künstlern seiner Zeit, unter anderem César Franck, Camille Saint-Saëns und Vincent d’Indy.
Im Zweiten Weltkrieg wurde das Gebäude 1944 von einer Granate getroffen und stark beschädigt. Sein Dachstuhl brannte völlig ab, und der wertvolle Bestand der Bibliothek ging verloren. Der Schaden war derart groß, dass das Gebäude einzustürzen drohte. Der damalige Schlossherr Jacques de Wailly ließ das Anwesen nach Kriegsende reparieren und erhielt dafür 1963 den ersten vergebenen Prix des chefs d’œuvre en péril, eine nationale Auszeichnung für die Rettung von gefährdeten Kulturdenkmalen. 1992 wurde Henri und Brigitte de Wailly der Grand prix de la Demeuere Historique für die von ihnen vorgenommene Restaurierung der Schlossfassaden verliehen. 1998 verkaufte die Familie de Wailly die Anlage an das Ehepaar Yannick und Patricia Chagnon, das weitere Restaurierungen am und im Schloss sowie im Schlosspark vornahm. Dazu zählte zum Beispiel die Erneuerung aller Dächer des Schlosses mit Schindeln aus Angers-Schiefer und die Herrichtung des Englischen Landschaftsgartens nach Plänen des Landschaftsarchitekten Antony Young. Derzeit steht Schloss Bagatelle samt seinem Garten für 1,6 Millionen Euro zum Verkauf.

## Beschreibung
Seinen Namen erhielt das Schloss von dem französischen Wort bagatelle (deutsch Kleinigkeit), das früher verspielte Prunkbauten bezeichnete. Der Onkel des Bauherrn soll beim ersten Anblick des kleinen Gebäudes gesagt haben „Das ist nichts, das ist eine Kleinigkeit!“ (französisch Ce n’est rien. C’est une bagatelle!). Das Schlösschen in Abbeville gilt als die raffinierteste dieser Residenzen in Frankreich.

### Architektur

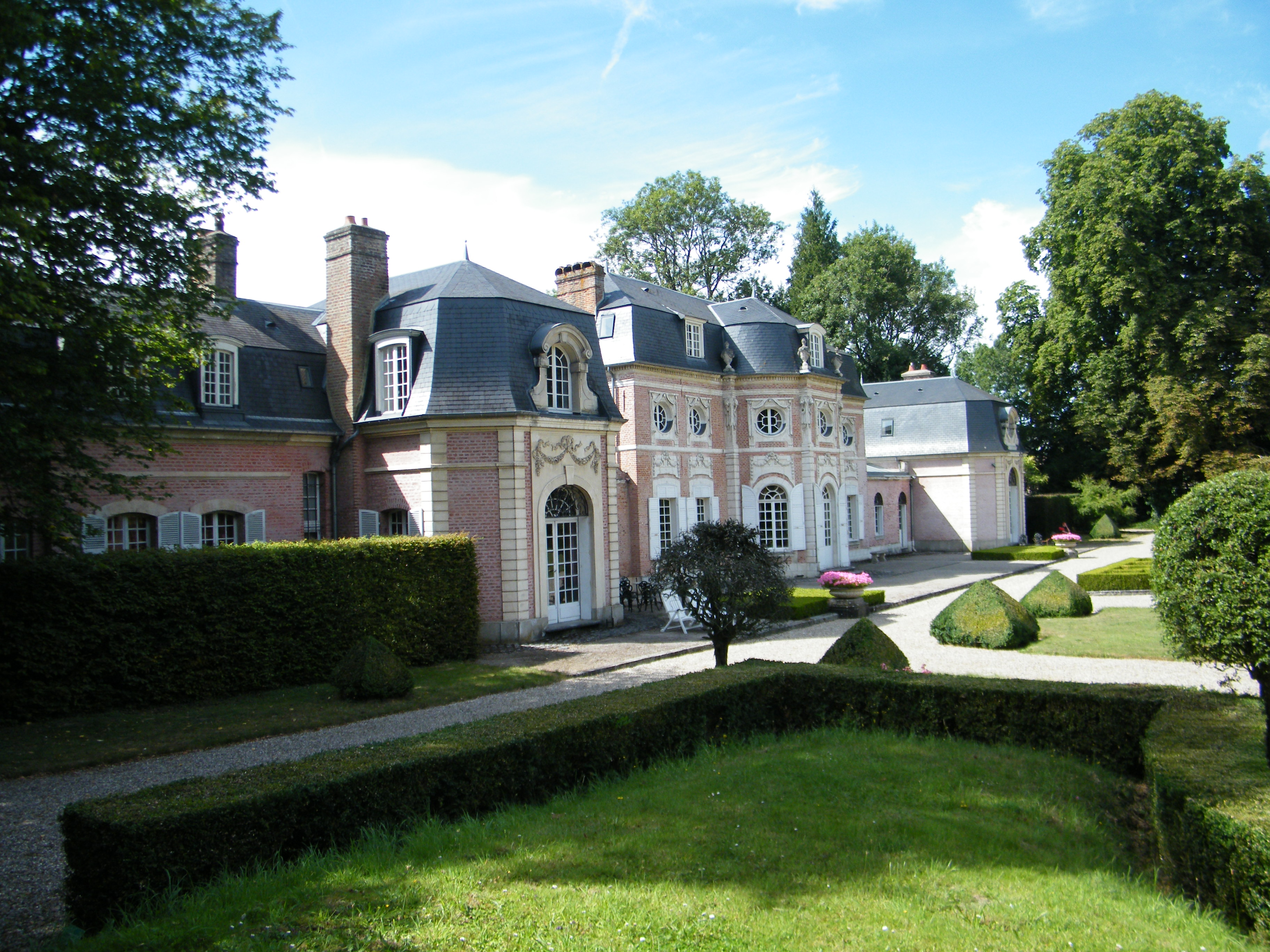
Gartenfassade des Schlosses

Das Schloss wurde aus Ziegel und Naturstein errichtet, was in Frankreich brique-et-pierre genannt wird. Als mögliche Architekten werden Ange-Jacques Gabriel und Jacques-François Blondel diskutiert, wobei Blondel wahrscheinlicher ist, denn von ihm ist bekannt, dass er in der infrage kommenden Zeit im Osten und Norden Frankreichs, besonders in Cambrai und Valenciennes, tätig war. Letztendlich gibt es jedoch kein Dokument, das seine Urheberschaft an Bagatelle beweisen könnte. Kern des Schlosses ist ein 20 Meter langer, rechteckiger Mittelbau mit zwei Geschossen. Ihm schließen sich im Norden und Süden niedrige, von Pavillons abgeschlossene Seitenflügel aus dem 19. Jahrhundert an. Dem Mittelbau sind an seinen Längsseiten Mittelrisalite vorgesetzt, von denen der westliche dreiseitig ist, während der östliche eine halbrunde Form besitzt. Im Zusammenspiel dieser Risalite mit den Fenstern ergibt sich eine Aufteilung in 4-3-4 Achsen.
Das Schloss besitzt einen reichen Fassadenschmuck, der an der Gartenseite üppiger rausfällt und in vielem eine metaphorische Anspielung auf den Beruf seines Erbauers ist. Die Ecken der Mittelrisalite sind bossiert und bilden eine Art Pilaster, die auf Höhe des Attikageschosses mit Löwenmäulern bekrönt sind. Über den Fenstern des Erdgeschosses finden sich Festons aus Eichenblättern, während die 14 Ochsenaugen der Attika in eine rechteckige Steinplatte eingelassen und von drapierten Tüchern umgeben sind.

### Innenräume
Ein Großteil der Innenausstattung ist noch original, so zum Beispiel die mit Schnitzereien verzierten Täfelungen aus der Zeit Ludwigs XV. und damit aus der Errichtungszeit des Schlosses. Die Dekoration der Innenräume wurde vielleicht von Jean-Baptiste Perronneau, Jean-Baptiste Huet oder Jean-Baptiste Pillement entworfen.
Der Mittelbau besitzt eine Gesamtwohnfläche von 950 m². In seinem Erdgeschoss finden sich vier Räume. Der halbrunde Mittelrisalit an der Gartenseite gehört zum Sommersalon (französisch salon d’été), der wegen seines etwa 5 × 6 Meter messenden, ellipsenförmigen Grundrisses auch Runder Salon (französisch salon rond) genannt wird. Seine Einrichtung ist in Türkistönen gehalten. Die Bemalungen der Täfelung in Form von Vasen mit Blumenarrangements und Arabesken stammen von einer späteren Umgestaltung des Raums im Louis-seize-Stil und wurde wahrscheinlich von italienischen Künstlern angebracht. Die damalige Schlossherrin Anna Elisabeth Emilie van Robais entschloss sich zu der Überarbeitung, nachdem sie von einem Parisaufenthalt auf Einladung Marie Antoinettes 1784 zurückgekehrt war. Die Supraporten des Sommersalons blieben dabei aber unverändert. Die Deckenmalerei stellt einen amerikanischen Adler dar, der an den Ehemann Anna Elisabeth Emilies, Johann von Kalb, erinnern soll. Er starb 1780 im Amerikanischen Unabhängigkeitskrieg in der Schlacht von Camden. Seitlich schließen sich dem Sommersalon der sogenannte Wintersalon (französisch salon d'hiver) und ein Speisezimmer an. Der in Blautönen gehaltenen Wintersalon besitzt eine Decke, deren Bemalung einen Himmel imitiert. Eine versteckte Tür in der Wandvertäfelung führt zur heutigen Bibliothek im Nordflügel des Schlosses. Im südlichen Speisezimmer dominieren die hellgrünen Farbtöne des Veroneser Grüns. In die Täfelung einer Wand ist eine Geschirrvitrine integriert.
Der westliche Mittelrisalit des Schlosses gehört zu einem Vestibül, von dem eine zweiläufige Treppe in das erste Obergeschoss führt. Das filigrane schmiedeeiserne Treppengeländer wurde von lokalen Handwerkern angefertigt. Im Obergeschoss befinden sich zwei kleine Appartements, die appartement du maître und appartement de la chambre bleue genannt werden. Letzteres hat seinen Namen von einem blau-weißen Toile-de-Jouy im Schlafzimmer, der dort 1865 von englischen Mietern eingeführt wurde. Beide Suiten sind mit Täfelungen im Stil des Louis-seize ausgestattet. Der Südflügel des Schlosses ist heute zu einer Wohnung mit einer Grundfläche von 185 m² umgestaltet.

### Garten und Park

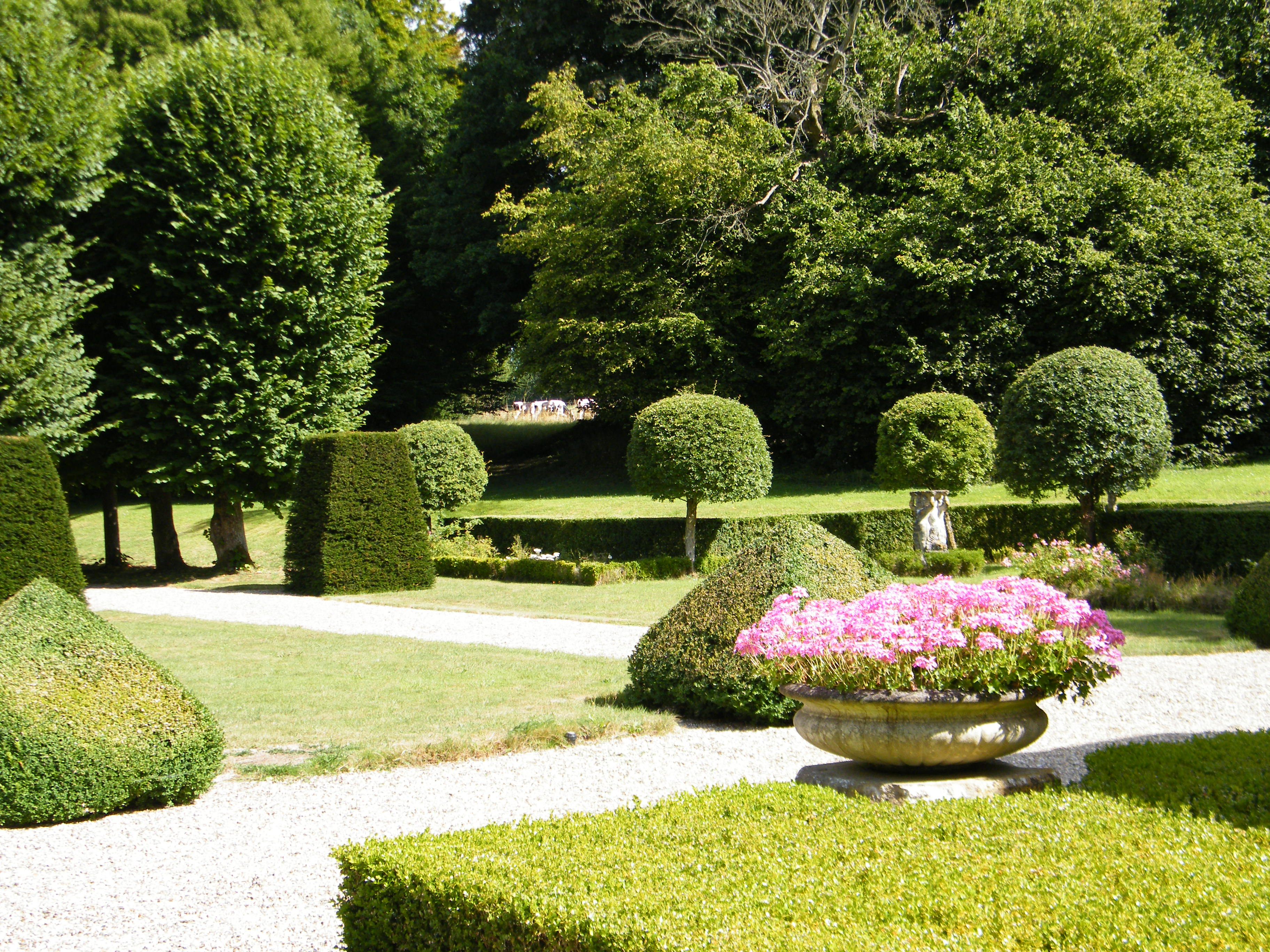
Teil des Schlossgartens

Vor der westlichen Eingangsfassade liegt ein ovales Boulingrin mit den Statuen zweier Faune. Östlich des Schlosses liegt ein barocker Garten, der von Linden eingefasst ist. Alle sieben Jahre werden diese Bäume auf die Höhe des Schlossgesimes gekürzt, um die Proportionen der Bepflanzung zum Gebäude zu wahren. Der Barockgarten ist von einem zehn Hektar großen Englischen Landschaftsgarten umgeben, der im 19. Jahrhundert angelegt wurde. In ihm finden sich viele alte und seltene Pflanzen, darunter eine etwa 250 Jahre alte Rosskastanie, eine rund 100 Jahre alte Kolchische Pimpernuss und diverse um die 150 Jahre alte Bäume wie Französischer Ahorn, Gemeine Esche und eine Harlequin-Rotbuche.